# Borussia Verein für Leibesübungen 1900 Mönchengladbach 2002-2003
Questa voce raccoglie le informazioni riguardanti il Borussia Verein für Leibesübungen 1900 Mönchengladbach nelle competizioni ufficiali della stagione 2002-2003.

## Stagione
Nella stagione 2002-2003 il Borussia Mönchengladbach, allenato da Hans Meyer e Ewald Lienen, concluse il campionato di Bundesliga al 12º posto. In Coppa di Germania il Borussia Mönchengladbach fu eliminato al secondo turno dallo Schalke 04.

## Rosa
| N. |                        | Ruolo | Calciatore       |
| -- | ---------------------- | ----- | ---------------- |
| 1  | Svizzera (bandiera)    | P     | Jörg Stiel       |
| 2  | Germania (bandiera)    | D     | Max Eberl        |
| 4  | Germania (bandiera)    | D     | Steffen Korell   |
| 5  | Croazia (bandiera)     | D     | Slađan Ašanin    |
| 6  | Slovacchia (bandiera)  | C     | Igor Demo        |
| 7  | Lussemburgo (bandiera) | D     | Jeff Strasser    |
| 8  | Rep. Ceca (bandiera)   | C     | Ivo Ulich        |
| 9  | Paesi Bassi (bandiera) | A     | Arie van Lent    |
| 10 | Belgio (bandiera)      | A     | Peter Van Houdt  |
| 12 | Belgio (bandiera)      | A     | Joris Van Hout   |
| 14 | Germania (bandiera)    | A     | Marco Küntzel    |
| 15 | Brasile (bandiera)     | D     | Marcelo Pletsch  |
| 16 | Germania (bandiera)    | A     | Jan Schlaudraff  |
| 17 | Danimarca (bandiera)   | A     | Morten Skoubo    |
| 18 | Belgio (bandiera)      | C     | Stephane Stassin |
| 19 | Germania (bandiera)    | C     | Bernd Korzynietz |

| N. |                      | Ruolo | Calciatore           |
| -- | -------------------- | ----- | -------------------- |
| 20 | Germania (bandiera)  | C     | Daniel Felgenhauer   |
| 21 | Germania (bandiera)  | C     | Markus Hausweiler    |
| 23 | Ghana (bandiera)     | A     | Lawrence Aidoo       |
| 24 | Germania (bandiera)  | C     | Peer Kluge           |
| 27 | Germania (bandiera)  | C     | Marcel Ketelaer      |
| 28 | Germania (bandiera)  | D     | Sebastian Plate      |
| 29 | Finlandia (bandiera) | A     | Mikael Forssell      |
| 30 | Germania (bandiera)  | C     | Jens Bäumer          |
| 31 | Germania (bandiera)  | P     | Michael Melka        |
| 33 | Finlandia (bandiera) | P     | Otto Fredrikson      |
| 36 | Germania (bandiera)  | C     | Enrico Gaede         |
| 37 | Germania (bandiera)  | D     | Christian Flöth      |
| 38 | Germania (bandiera)  | P     | Uwe Kamps            |
| 39 | Germania (bandiera)  | C     | Daniel Embers        |
| 44 | Germania (bandiera)  | D     | Stephan Schulz-Winge |
| 45 | Germania (bandiera)  | A     | Andreas Spann        |

## Organigramma societario
Area tecnica
- Allenatore: Ewald Lienen
- Allenatore in seconda: Michael Frontzeck, Manfred Stefes
- Preparatore dei portieri: Uwe Kamps
- Preparatori atletici:

## Calciomercato

### Sessione estiva
| Acquisti | Acquisti        | Acquisti        | Acquisti |
| R.       | Nome            | da              | Modalità |
| -------- | --------------- | --------------- | -------- |
| D        | Christian Flöth | Adler Osterfeld |          |
| A        | Morten Skoubo   | Midtjylland     |          |
| C        | Marcel Ketelaer | Amburgo         |          |
| A        | Jan Schlaudraff | Hassia Bingen   |          |
| D        | Jeff Strasser   | Kaiserslautern  |          |
| A        | Joris Van Hout  | Anderlecht      |          |

| Cessioni | Cessioni          | Cessioni               | Cessioni |
| R.       | Nome              | da                     | Modalità |
| -------- | ----------------- | ---------------------- | -------- |
| C        | Berthil ter Avest | De Graafschap          |          |
| A        | Benjamin Auer     | Magonza                |          |
| D        | Quido Lanzaat     | Alemannia Aquisgrana   |          |
| P        | Bernd Meier       | LR Ahlen               |          |
| A        | Marcin Mięciel    | Legia Varsavia         |          |
| C        | Peter Nielsen     | Copenaghen             |          |
| A        | Markus Osthoff    | Eintracht Braunschweig |          |

### Sessione invernale
| Acquisti | Acquisti        | Acquisti | Acquisti |
| R.       | Nome            | da       | Modalità |
| -------- | --------------- | -------- | -------- |
| A        | Mikael Forssell | Chelsea  |          |

| Cessioni | Cessioni          | Cessioni  | Cessioni |
| R.       | Nome              | da        | Modalità |
| -------- | ----------------- | --------- | -------- |
| C        | Benjamin Schüßler | Osnabrück |          |

## Risultati

### Bundesliga

#### Girone di andata
| Mönchengladbach 10 agosto 2002, ore 15:30 CEST 1ª giornata | Borussia M'gladbach | 0 – 0 referto | Bayern Monaco | Bökelbergstadion (34 500 spett.)\| Arbitro: \| Krug \| |
| Arbitro:                                                   | Krug                |               |               |                                                        |

| Arbitro: | Kircher |

|            |           |  |
| Petrov 67’ | Marcatori |  |

| Arbitro: | Stark |

|                         |           |  |
| Hout 23’, 48’ Münch 36’ | Marcatori |  |

| Arbitro: | Sippel |

|            |           |                           |
| Preetz 80’ | Marcatori | 10’ (rig.) Münch 58’ Hout |

| Arbitro: | Fandel |

|           |           |             |
| Münch 50’ | Marcatori | 71’ Kurányi |

| Arbitro: | Wack |

|                       |           |          |
| Poulsen 15’ Agali 45’ | Marcatori | 30’ Hout |

| Arbitro: | Keßler |

|              |           |  |
| Ewerthon 85’ | Marcatori |  |

| Arbitro: | Meyer |

|                          |           |  |
| Aidoo 32’, 60’ Houdt 45’ | Marcatori |  |

| Arbitro: | Merk |

|            |           |  |
| Meijer 47’ | Marcatori |  |

| Arbitro: | Wagner |

|  |           |             |
|  | Marcatori | 46’ Schroth |

| Arbitro: | Kinhöfer |

|                          |           |              |
| Nikl 8’ Ćirić 22’ (rig.) | Marcatori | 75’ Strasser |

| Arbitro: | Strampe |

|                                  |           |  |
| Felgenhauer 2’ Ulich 6’ Hout 22’ | Marcatori |  |

| Arbitro: | Gagelmann |

|                   |           |                         |
| Bierofka 29’, 86’ | Marcatori | 25’ Demo 71’ Korzynietz |

| Arbitro: | Fleischer |

|                   |           |                            |
| Demo 56’ Hout 59’ | Marcatori | 86’ Hashemian 90’ Graulund |

| Arbitro: | Krug |

|                            |           |                 |
| Vorbeck 19’ Prica 53’, 63’ | Marcatori | 38’ (rig.) Demo |

| Arbitro: | Wack |

|          |           |  |
| Demo 15’ | Marcatori |  |

| Arbitro: | Keßler |

|                     |           |  |
| Daun 14’ Ailton 58’ | Marcatori |  |

#### Girone di ritorno
| Arbitro: | Kircher |

|                                      |           |  |
| Hargreaves 25’ Zickler 85’ Élber 89’ | Marcatori |  |

| Arbitro: | Sippel |

|                            |           |  |
| Knavs 35’ Klose 88’ (rig.) | Marcatori |  |

| Arbitro: | Krug |

|  |           |               |
|  | Marcatori | 9’, 14’ Alves |

| Arbitro: | Albrecht |

|                              |           |  |
| Schnoor 33’ (aut.) Aidoo 71’ | Marcatori |  |

| Arbitro: | Weiner |

|                                          |           |  |
| Kurányi 8’, 88’ Amanatidīs 24’ Ganea 86’ | Marcatori |  |

| Arbitro: | Fleischer |

|                    |           |                       |
| Kluge 57’ Demo 68’ | Marcatori | 26’ Wałdoch 64’ Hajto |

| Arbitro: | Stark |

|              |           |  |
| Forssell 63’ | Marcatori |  |

| Arbitro: | Steinborn |

|                                      |           |           |
| Diabang 14’, 47’, 83’ Wichniarek 54’ | Marcatori | 75’ Houdt |

| Arbitro: | Strampe |

|                          |           |  |
| Pletsch 55’ Forssell 60’ | Marcatori |  |

| Arbitro: | Meyer |

|                     |           |  |
| Schroth 79’ Max 89’ | Marcatori |  |

| Arbitro: | Kemmling |

|                        |           |  |
| Ulich 12’ Forssell 56’ | Marcatori |  |

| Arbitro: | Weiner |

|              |           |             |
| Latoundji 5’ | Marcatori | 82’ Pletsch |

| Arbitro: | Steinborn |

|                    |           |                           |
| Demo 6’ Skoubo 89’ | Marcatori | 17’ Bierofka 48’ Berbatov |

| Arbitro: | Wagner |

|                  |           |              |
| Christiansen 20’ | Marcatori | 19’ Forssell |

| Arbitro: | Fröhlich |

|                                  |           |  |
| Demo 37’ Forssell 63’ Skoubo 77’ | Marcatori |  |

| Arbitro: | Krug |

|                             |           |                         |
| Krupniković 10’ Štajner 90’ | Marcatori | 62’ Forssell 66’ Ašanin |

| Arbitro: | Stark |

|                                        |           |                       |
| Kluge 61’ Skoubo 73’, 76’ Forssell 90’ | Marcatori | 84’ (aut.) Korzynietz |

### Coppa di Germania
| Arbitro: | Keßler |

|  |           |                |
|  | Marcatori | 33’ Hausweiler |

| Arbitro: | Sippel |

|                                           |           |  |
| Asamoah 22’ Sand 30’, 33’, 55’ Mpenza 50’ | Marcatori |  |

## Statistiche

### Statistiche di squadra
| Competizione      | Punti | In casa | In casa | In casa | In casa | In casa | In casa | In trasferta | In trasferta | In trasferta | In trasferta | In trasferta | In trasferta | Totale | Totale | Totale | Totale | Totale | Totale | DR |
| Competizione      | Punti | G       | V       | N       | P       | Gf      | Gs      | G            | V            | N            | P            | Gf           | Gs           | G      | V      | N      | P      | Gf     | Gs     | DR |
| ----------------- | ----- | ------- | ------- | ------- | ------- | ------- | ------- | ------------ | ------------ | ------------ | ------------ | ------------ | ------------ | ------ | ------ | ------ | ------ | ------ | ------ | -- |
| Bundesliga        | 42    | 17      | 10      | 5       | 2       | 31      | 11      | 17           | 1            | 4            | 12           | 12           | 34           | 34     | 11     | 9      | 14     | 43     | 45     | -2 |
| Coppa di Germania | -     | 0       | 0       | 0       | 0       | 0       | 0       | 2            | 1            | 0            | 1            | 1            | 5            | 2      | 1      | 0      | 1      | 1      | 5      | -4 |
| Totale            | 42    | 17      | 10      | 5       | 2       | 31      | 11      | 19           | 2            | 4            | 13           | 13           | 39           | 36     | 12     | 9      | 15     | 44     | 50     | -6 |

### Andamento in campionato
| Giornata  | 1  | 2  | 3 | 4 | 5 | 6 | 7  | 8 | 9  | 10 | 11 | 12 | 13 | 14 | 15 | 16 | 17 | 18 | 19 | 20 | 21 | 22 | 23 | 24 | 25 | 26 | 27 | 28 | 29 | 30 | 31 | 32 | 33 | 34 |
| --------- | -- | -- | - | - | - | - | -- | - | -- | -- | -- | -- | -- | -- | -- | -- | -- | -- | -- | -- | -- | -- | -- | -- | -- | -- | -- | -- | -- | -- | -- | -- | -- | -- |
| Luogo     | C  | T  | C | T | C | T | T  | C | T  | C  | T  | C  | T  | C  | T  | C  | T  | T  | T  | C  | C  | T  | C  | C  | T  | C  | T  | C  | T  | C  | T  | C  | T  | C  |
| Risultato | N  | P  | V | V | N | P | P  | V | P  | P  | P  | V  | N  | N  | P  | V  | P  | P  | P  | P  | V  | P  | N  | V  | P  | V  | P  | V  | N  | N  | N  | V  | N  | V  |
| Posizione | 12 | 14 | 8 | 5 | 6 | 8 | 13 | 8 | 12 | 14 | 16 | 14 | 13 | 13 | 15 | 13 | 15 | 15 | 13 | 14 | 15 | 17 | 16 | 14 | 16 | 15 | 16 | 14 | 15 | 15 | 15 | 13 | 14 | 12 |

Legenda:

Luogo: C = Casa; T = Trasferta. Risultato: V = Vittoria; N = Pareggio; P = Sconfitta.

### Statistiche dei giocatori
| Giocatore       | Bundesliga | Bundesliga | Bundesliga  | Bundesliga | Coppa di Germania | Coppa di Germania | Coppa di Germania | Coppa di Germania | Totale   | Totale | Totale      | Totale     |
| Giocatore       | Presenze   | Reti       | Ammonizioni | Espulsioni | Presenze          | Reti              | Ammonizioni       | Espulsioni        | Presenze | Reti   | Ammonizioni | Espulsioni |
| --------------- | ---------- | ---------- | ----------- | ---------- | ----------------- | ----------------- | ----------------- | ----------------- | -------- | ------ | ----------- | ---------- |
| L. Aidoo        | 29         | 3          | 5           | 0          | 0                 | 0                 | 0                 | 0                 | 29       | 3      | 5           | 0          |
| B. Auer         | 0          | 0          | 0           | 0          | 0                 | 0                 | 0                 | 0                 | 0        | 0      | 0           | 0          |
| B. Avest        | 0          | 0          | 0           | 0          | 0                 | 0                 | 0                 | 0                 | 0        | 0      | 0           | 0          |
| S. Ašanin       | 12         | 1          | 1           | 0          | 0                 | 0                 | 0                 | 0                 | 12       | 1      | 1           | 0          |
| J. Bäumer       | 0          | 0          | 0           | 0          | 0                 | 0                 | 0                 | 0                 | 0        | 0      | 0           | 0          |
| I. Demo         | 28         | 7          | 4           | 0          | 2                 | 0                 | 0                 | 0                 | 30       | 7      | 4           | 0          |
| M. Eberl        | 27         | 0          | 7           | 1          | 1                 | 0                 | 0                 | 1                 | 28       | 0      | 7           | 2          |
| D. Embers       | 9          | 0          | 2           | 0          | 0                 | 0                 | 0                 | 0                 | 9        | 0      | 2           | 0          |
| D. Felgenhauer  | 9          | 1          | 1           | 0          | 0                 | 0                 | 0                 | 0                 | 9        | 1      | 1           | 0          |
| C. Flöth        | 0          | 0          | 0           | 0          | 0                 | 0                 | 0                 | 0                 | 0        | 0      | 0           | 0          |
| M. Forssell     | 16         | 7          | 0           | 0          | 0                 | 0                 | 0                 | 0                 | 16       | 7      | 0           | 0          |
| O. Fredrikson   | 0          | 0          | 0           | 0          | 0                 | 0                 | 0                 | 0                 | 0        | 0      | 0           | 0          |
| E. Gaede        | 1          | 0          | 0           | 0          | 0                 | 0                 | 0                 | 0                 | 1        | 0      | 0           | 0          |
| M. Hausweiler   | 17         | 0          | 5           | 0          | 1                 | 1                 | 0                 | 0                 | 18       | 1      | 5           | 0          |
| P. Houdt        | 17         | 2          | 3           | 0          | 1                 | 0                 | 0                 | 0                 | 18       | 2      | 3           | 0          |
| J. Hout         | 16         | 6          | 1           | 0          | 2                 | 0                 | 1                 | 0                 | 18       | 6      | 2           | 0          |
| U. Kamps        | 0          | 0          | 0           | 0          | 0                 | 0                 | 0                 | 0                 | 0        | 0      | 0           | 0          |
| M. Ketelaer     | 19         | 0          | 0           | 0          | 1                 | 0                 | 0                 | 0                 | 20       | 0      | 0           | 0          |
| P. Kluge        | 24         | 2          | 4           | 0          | 0                 | 0                 | 0                 | 0                 | 24       | 2      | 4           | 0          |
| S. Korell       | 19         | 0          | 6           | 2          | 2                 | 0                 | 0                 | 0                 | 21       | 0      | 6           | 2          |
| B. Korzynietz   | 20         | 1          | 2           | 0          | 0                 | 0                 | 0                 | 0                 | 20       | 1      | 2           | 0          |
| M. Küntzel      | 6          | 0          | 0           | 0          | 2                 | 0                 | 0                 | 0                 | 8        | 0      | 0           | 0          |
| M. Melka        | 3          | 0          | 0           | 0          | 0                 | 0                 | 0                 | 0                 | 3        | 0      | 0           | 0          |
| M. Münch        | 17         | 3          | 2           | 0          | 2                 | 0                 | 0                 | 0                 | 19       | 3      | 2           | 0          |
| S. Plate        | 1          | 0          | 0           | 0          | 1                 | 0                 | 0                 | 0                 | 2        | 0      | 0           | 0          |
| M. Pletsch      | 26         | 2          | 0           | 0          | 1                 | 0                 | 0                 | 0                 | 27       | 2      | 0           | 0          |
| J. Schlaudraff  | 4          | 0          | 0           | 0          | 0                 | 0                 | 0                 | 0                 | 4        | 0      | 0           | 0          |
| S. Schulz-Winge | 2          | 0          | 0           | 0          | 0                 | 0                 | 0                 | 0                 | 2        | 0      | 0           | 0          |
| B. Schüßler     | 0          | 0          | 0           | 0          | 0                 | 0                 | 0                 | 0                 | 0        | 0      | 0           | 0          |
| M. Skoubo       | 21         | 4          | 1           | 0          | 1                 | 0                 | 0                 | 0                 | 22       | 4      | 1           | 0          |
| A. Spann        | 1          | 0          | 0           | 0          | 0                 | 0                 | 0                 | 0                 | 1        | 0      | 0           | 0          |
| S. Stassin      | 10         | 0          | 2           | 1          | 2                 | 0                 | 0                 | 0                 | 12       | 0      | 2           | 1          |
| J. Stiel        | 31         | 0          | 3           | 0          | 2                 | 0                 | 0                 | 0                 | 33       | 0      | 3           | 0          |
| J. Strasser     | 28         | 1          | 7           | 0          | 2                 | 0                 | 0                 | 0                 | 30       | 1      | 7           | 0          |
| I. Ulich        | 29         | 2          | 0           | 0          | 2                 | 0                 | 0                 | 0                 | 31       | 2      | 0           | 0          |
| M. Witeczek     | 17         | 0          | 1           | 0          | 2                 | 0                 | 0                 | 0                 | 19       | 0      | 1           | 0          |
| A. van Lent     | 13         | 0          | 0           | 0          | 0                 | 0                 | 0                 | 0                 | 13       | 0      | 0           | 0          |